# Dziedzictwo geologiczne

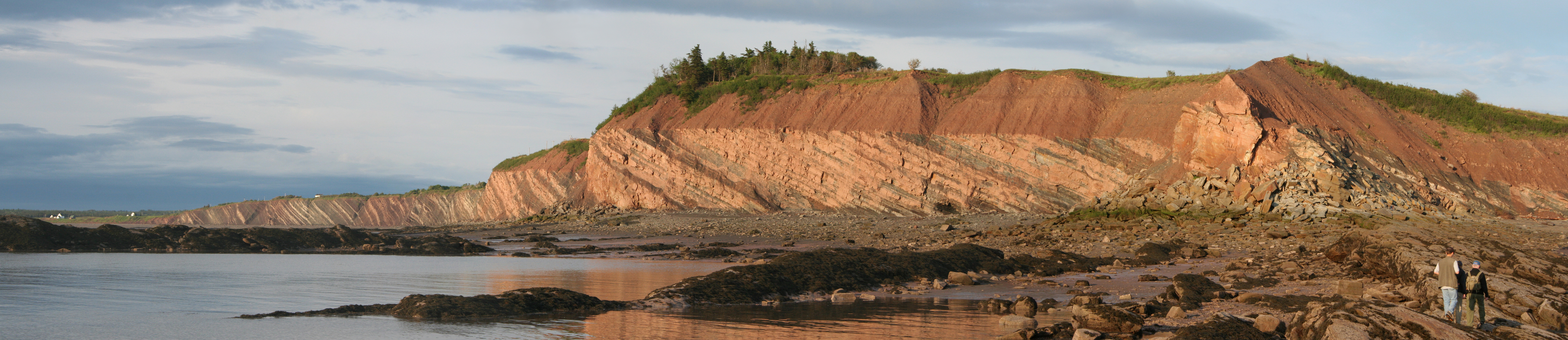
Klify w Joggins z listy światowego dziedzictwa UNESCO

Dziedzictwo geologiczne (ang. geoheritage) – rozumiane jest najczęściej jako elementy przyrody nieożywionej o unikatowej wartości dla społeczeństwa. Jest to stosunkowo nowe określenie, które, choć powszechnie weszło już w obieg, nie posiada jednoznacznej i powszechnie akceptowanej definicji.
W szerokim ujęciu dziedzictwo geologiczne to abiotyczna spuścizna natury, czyli to, co zawarte jest w atmosferze, hydrosferze oraz wszystkich strukturach Ziemi.
Raport Międzynarodowej Unii Ochrony Przyrody (ang. International Union for Conservation of Nature) pt. „Geological Word Heritage: a Global Framework”, który może stanowić źródło jednolitej terminologii o międzynarodowym znaczeniu, podaje następującą definicję: dziedzictwo geologiczne – te elementy przyrodniczej georóżnorodności, które mają istotną wartość dla ludzi, obejmującą badania naukowe, edukację, estetykę, inspirację, rozwój kulturowy oraz miejsca społecznie ważne.
Można wyróżnić dwie kategorie dziedzictwa geologicznego:
- nieruchome - są to m.in. formy i procesy geologiczne, stanowiące podstawowy komponent środowiska geologicznego, nierozerwalnie związany z naturalnym miejscem występowania; ich ochrona wymaga działań in situ,
- ruchome - obiekty kruche, delikatne, podatne na czynniki niszczące, które w celu zachowania muszą zostać przeniesione z naturalnego środowiska (ochrona ex situ w przestrzeni muzealnej); zaliczyć tu można m.in. okazy skał minerałów i skamieniałości, elementy związane np. z historią badań geologicznych.

Międzynarodową formą ochrony dziedzictwa geologicznego są m.in. geoparki. 